# Hitoshi Tomishima
Hitoshi Tomishima (冨嶋 均 Tomishima Hitoshi?,  nacido el 1 de junio de 1964 en Kumamoto) es un exfutbolista japonés que se desempeñaba como delantero.

## Trayectoria

### Clubes
| Club             | País  | Año       |
| ---------------- | ----- | --------- |
| Yokohama Flügels | Japón | 1986-1993 |
| Fukuoka Blux     | Japón | 1994-1995 |

## Palmarés

### Títulos nacionales
| Título             | Club             | País  | Año  |
| ------------------ | ---------------- | ----- | ---- |
| Copa del Emperador | Yokohama Flügels | Japón | 1993 |